# Лаут (графство)
Лаут (англ. Louth, ірл. Lú) — графство на сході Ірландії. Найменше за площею графство.

## Адміністративний поділ
Входить до складу провінції Ленстер на території Республіки Ірландії. Столиця і найбільше місто — Дандолк.

## Найбільші населені пункти
- Дандолк (31 149)
- Дрогеда (30 393)
- Арді (4 554)
- Блекрок (3 000)